# Mészáros Sámuel
Mészáros Sámuel (Diósgyőr, 1929. november 16. – Budapest, 2018. október 28.[forrás?]) Magyarország legidősebb pályakezdő költője.

## Élete
Hatgyermekes család egyetlen fiaként született. Szülei: Mészáros István és Hunyor Jusztina. Anyai ágon kisnemesi család leszármazottja.[forrás?]
Jelentős szerepet játszott fiatalkorában a sport: kézilabda- és labdarúgócsapat tagja volt az 1960-as évekig. 1950 és 1952 között a folyamőrségnél katonai szolgálatot teljesített. 1957-ben a Miskolci Közgazdasági Technikumban végzett. Kereskedőként kezdett dolgozni egy kisboltban, később pedig a Diósgyőri Gépgyár (DIGÉP) diszpécsere, anyagbeszerzője volt. 1989-ben vonult nyugdíjba.
1958-ban feleségül vette Nagy Klárát, akivel ötvenhárom éven át házasságban élt az asszony haláláig. Házasságukból egy gyermek született. Felesége halála után Miskolcról Budapestre költözött.

### Költőként
Felesége halála után verseket kezdett írni nyolcvankét éves korában.
2012 januárjától novemberig tagja volt a David Arts Irodalmi Szekciójának. A David Arts Jubileumi Antológia 2002–2012 című verseskötetben jelentek meg először művei. 2012. október 21-én a Budaörsön megrendezett Impossibility Challenger - Guinness és Világrekord fesztiválon hivatalosan elismerték, mint Magyarország legidősebb pályakezdő költőjét.
2013-ban az Életünk egén című antológiában jelentek meg a versei. David Arts Alkotói Nívódíjjal ismerték el.
2014-ben unokájának, Mészáros Mártonnak adta első személyes hangvételű mély-interjúját. Első kötete, Elfojtott szó címmel a 85. Ünnepi Könyvhétre jelent meg.
2018. október 28-án, 89 évesen hunyt el, csont- és prosztatarák következtében.